# Froso Kasioura
Efrosini „Froso“ Kasioura (griechisch Ευφροσύνη (Φρόσω) Κασιούρα, * 11. Februar 1957; † Dezember 2010) war eine griechische Schachspielerin.
Für die griechische Frauennationalmannschaft spielte sie bei den Schacholympiaden 1984 in Thessaloniki und 1986 in Dubai jeweils am dritten Brett. Sie hatte bei ihren Schacholympiade ein positives Ergebnis von 12,5 Punkten aus 21 Partien (+10 =5 −6; 59,5 Prozent).
Die griechische Einzelmeisterschaft gewann sie 1986. Da sie punktgleich mit Anna-Maria Botsari war, musste sie sich den Titel mit ihr teilen. Beim Zonenturnier 1987 in Naoussa, das von Suzana Maksimović gewonnen wurde, wurde Froso Kasioura geteilte Achte, beim Zonenturnier 1993 in Nea Makri, das von Anna-Maria Botsari gewonnen wurde, geteilte Vierte.
Seit 1985 trug sie den Titel FIDE-Meister der Frauen (WFM). Ihre höchste Elo-Zahl war 2194 im Januar 2000.
Kurz vor Weihnachten 2010 starb sie 53-jährig nach langer Krankheit. Im Januar 2011 fand ihr zu Ehren in Kallithea ein Schachturnier statt.